# Rexa lordina
Rexa lordina is een insect uit de familie van de gaasvliegen (Chrysopidae), die tot de orde netvleugeligen (Neuroptera) behoort. 
Rexa lordina is voor het eerst wetenschappelijk beschreven door Navás in 1920.